# FC 서울의 유니폼
FC 서울의 유니폼은 창단 후 K리그 참가 첫 시즌인 1984 시즌부터 1985 시즌까지는 제1유니폼과 제2유니폼 구분없이 빨간색 유니폼과 노란색 유니폼을 번갈아 착용하였으며, 1988 시즌부터 1994 시즌까지(제1기) 노란색 제1유니폼을 , 1995 시즌부터 2004 시즌까지(제2기) 주로 빨간색 제1유니폼을 착용하였다. 2005 시즌부터 현재까지는(제3기) 구단의 리그 참가 원년이었던 1984 시즌의 유니폼 색상에서 영감을 얻어 빨간색 바탕에 검은색 스트라이프를 조합한 이른바 '검빨 유니폼'을 착용하고 있으며, 빨간색과 검은색은 현재 구단의 대표 색상으로 자리잡았다. 
제1유니폼이 위와 같은 메인 컬러에 벗어난 경우는 1987 시즌 하얀색 유니폼 그리고 1999 시즌 7월 17일 전남 드래곤즈와의 경기부터 착용하기 시작하여2001 시즌까지 착용한 빨간색과 파란색 스트라이프 유니폼 등이 있다.)
2016 시즌에는 출시된 새 제1유니폼이 두 번의 홈 경기만에 초도 물량 7000여 장이 완판된 기록이 있다.

## 킷 스폰서십
킷 스폰서는 창단 이래 1984 시즌과 1985 시즌 프로스펙스 유니폼을 공동으로 착용한 시기를 제외하고는 당시 모기업인 럭키금성그룹 계열사인 반도패션(현 LF)이 맡아오다가 1997년 리복으로 변경하였다.
1998년 2월 아디다스와 연간 현금 8천만 원과 용품 1억 원 어치 계약을 체결하며 상업적인 킷 스폰서십 시대를 열었다. 그 후 아디다스와 2005년부터 2007년까지 3년간 30억 원의 연장 계약 체결 후 2008년 4년간 당시 K리그 최대 규모의 계약으로 계속해서 계약 기간을 연장해가며, 아디다스와의 계약을 14년간 지속하였다.
2011년 12월, 르꼬끄 스포르티브로 킷 스폰서를 교체하면서 4년간 80억 원이라는, 대한민국 프로스포츠 사상 최고 규모의 계약을 체결하였다.
2021년 12월, 10년간의 르꼬끄 스포르티브 킷 스폰서 시대를 마감하고 K리그 최대 규모의 현금과 현물 지원을 받는 프로스펙스와의 새로운 킷 스폰서 계약을 발표하였다.

### 킷 스폰서와 유니폼 광고 스폰서
| 기간      | 킷 스폰서             | 유니폼 광고 스폰서 | 유니폼 전면부 프린팅                  | 비고 |
| --------- | --------------------- | ------------------ | ------------------------------------- | --- |
| 1984–85   | 반도패션 / 프로스펙스 | 럭키금성           | 럭키금성                              | - 1984 시즌과 1985 시즌 프로스펙스에서 제작한 유니폼도 공동 사용 |
| 1986      | 반도패션              | 럭키금성           | 럭키금성                              | |
| 1987–94   | 반도패션              | 금성사             | 금성VTR 외 다수                       | - 1993–1996시즌 동안 축구스타킹은 프로스펙스에서 지급받음 - 1995년 9월 반도패션에서 LG패션으로 CI 변경 - 국제대회와 해외 전지훈련 등에서 외국팀과 경기는 GoldStar 프린팅 사용 |
| 1995      | 반도패션 / LG패션     | LG전자 LG화학      | LG하이비디오 외 다수 죽염치약 외 다수 | - 1993–1996시즌 동안 축구스타킹은 프로스펙스에서 지급받음 - 1995년 9월 반도패션에서 LG패션으로 CI 변경 - 국제대회와 해외 전지훈련 등에서 외국팀과 경기는 GoldStar 프린팅 사용 |
| 1996      | LG패션                | LG전자 LG화학      | LG하이비디오 외 다수 죽염치약 외 다수 | - 1993–1996시즌 동안 축구스타킹은 프로스펙스에서 지급받음 - 1995년 9월 반도패션에서 LG패션으로 CI 변경 - 국제대회와 해외 전지훈련 등에서 외국팀과 경기는 GoldStar 프린팅 사용 |
| 1997      | 리복                  | LG정보통신         | 프리웨이 외 다수                      | |
| 1998      | 아디다스              | LG전자             | LG 싸이언 외 다수                     | |
| 1999      | 아디다스              | LG전자             | 디지털 LG / DIGITAL LG                | |
| 2000      | 아디다스              | LG텔레콤           | 카이 / X                              | |
| 2001–02   | 아디다스              | LG전자             | 싸이언 / CYON                         | |
| 2003      | 아디다스              | LG전자             | 엑스캔버스 / XCANVAS                  | |
| 2004      | 아디다스              | LG전자             | 싸이언 / CYON                         | |
| 2005–11   | 아디다스              | GS건설             | 자이 / Xi                             | - 아디다스와 2005시즌부터 3년간 30억 원 규모 계약 - 아디다스와 2008시즌부터 4년간 당시 기준 K리그 사상 최대 규모 계약 성사 (타구단과의 관계 고려 금액 미공개)                 |
| 2005–11   | 아디다스              | 서울특별시         | Hi Seoul Soul of Asia                 | - 2009년 AFC 챔피언스리그 출전시 한시적 사용 |
| 2012–13   | 르꼬끄 스포르티브     | GS건설             | 자이 / Xi                             | - 르꼬끄 스포르티브와 2012시즌부터 4년간 80억 원 (대한민국 프로스포츠 사상 최대 규모 계약) - 르꼬끄 스포르티브와 2016시즌부터 4년간 재계약                                    |
| 2014–16   | 르꼬끄 스포르티브     | GS SHOP            | GS SHOP                               | |
| 2017–19   | 르꼬끄 스포르티브     | GS SHOP            | GS SHOP (제1유니폼)                   | |
| 2017–19   | 르꼬끄 스포르티브     | GS칼텍스           | KIXX (제2유니폼)                      | |
| 2020      | 르꼬끄 스포르티브     | GS건설             | 자이 / Xi (제1유니폼)                 | |
| 2020      | 르꼬끄 스포르티브     | GS칼텍스           | KIXX (제2유니폼)                      | |
| 2021      | 르꼬끄 스포르티브     | GS건설             | 자이 / Xi (제1유니폼)                 | |
| 2021      | 르꼬끄 스포르티브     | GS칼텍스           | GS칼텍스 (제2유니폼)                  | |
| 2022–2027 | Pro-Specs             | GS건설             | 자이 / Xi (제1유니폼)                 | 2022년 8월 21일 성남 FC전부터 후면 선수 이름 프린팅과 스폰서 프린팅 위치 변경                                                                                                 |
| 2022–2027 | Pro-Specs             | GS칼텍스           | GS칼텍스 (제2유니폼)                  | |

### 킷 스폰서 계약
| 킷 스폰서         | 전체 기간  | 계약 발표일     | 계약 기간                               | 금액                                    | 비고                      |
| ----------------- | ---------- | --------------- | --------------------------------------- | --------------------------------------- | ------------------------- |
| 아디다스          | 1998–2011  | 1998-02-10      | 1998–???? (?년)                         | 총액 ? 원 (연간 1억 8천만 원)           | 현금 8천만 원+용품 1억 원 |
| 아디다스          | 2005–01-26 | 2005–2007 (3년) | 총액 30억 원 (연간 10억 원)             |                                         |                           |
| 아디다스          | 2008–02-25 | 2008–2011 (4년) | 당시 기준 K리그 최대 규모의 현금과 현물 | 타구단과의 관계 고려 금액 미공개        |                           |
| 르꼬끄 스포르티브 | 2012–2021  | 2011–12-15      | 2012–2015 (4년)                         | 총액 80억 원 (연간 20억 원)             | 현금 10억 원+용품 10억 원 |
| 르꼬끄 스포르티브 | 2012–2021  | 2016–02-17      | 2016–2019 (4년)                         | 비공개                                  |                           |
| 르꼬끄 스포르티브 | 2012–2021  | 2020–01-28      | 2020–2021 (2년)                         | 비공개                                  |                           |
| 프로스펙스        | 2022–2027  | 2021–12-27      | 2022–2024 (3년)                         | 당시 기준 K리그 최대 규모의 현금과 현물 |                           |
| 프로스펙스        | 2022–2027  | 2025–02-28      | 2025–2027 (3년)                         | 비공개                                  |                           |

## 유니폼 변천사

### 요약
| 1984–1985 · 홈팀 배정시 · 빨간색 유니폼 · 노란색 유니폼 · 교대로 착용 | 1984–1985 · 제1유니폼과 · 제2유니폼의 · 구분 개념 없음 · (1) | 1986 · 빨간색 · 제1유니폼 착용 · 0 · 0 | 1987 · 하얀색 · 제1유니폼 착용 · 0(2) · 0 | 1988–1994 · 노란색 · 제1유니폼 착용 · 0 · 0 | 1995–1999.07 · 2002–2004 · 빨간색 · 제1유니폼 착용 · 0 | 1999.07–2001 · 빨간색ㆍ파란색 스트라이프 · 제1유니폼 착용 · 0 | 2005–현재 · 빨간색ㆍ검은색 스트라이프 · 제1유니폼 착용 · 0 |  |

(1) 1984시즌과 1985시즌에서 홈팀으로 배정된 경기에서도 빨간색 유니폼과 노란색 유니폼을 교대로 착용하였으며,
000빨간색과 노란색 유니폼 중 명확하게 어느 색상의 유니폼이 제1유니폼인지를 입증할 수 있는 근거자료는 현재까지 발견된 것이 없다.

000참고로 홈팀으로 배정되어 1984년 3월 31일 당시 서울운동장에서 치러진 창단 후 첫 공식경기 K리그 할렐루야 축구단과의 경기에서도 빨간색 유니폼을 착용하였으며,
000역시 홈팀으로 배정되어 K리그 첫 우승을 최종 확정한 1985년 9월 22일 상무 축구단과의 경기에서도 빨간색 유니폼을 착용하였다.
(2) 광역지역연고제가 도입되어 처음으로 홈 앤드 어웨이 방식으로 시행된 1987시즌에는 프로야구처럼 프로축구 모든 팀들이
000홈에서 하얀색 유니폼을 착용하였고 원정에서는 팀 고유의 색상이 들어간 유니폼을 착용하였다.
0001988시즌에 다시 홈팀이 고유 색상의 유니폼, 원정팀들이 하얀색 유니폼 착용으로 재변경되었다.

### 제1유니폼과 제2유니폼

#### 반도패션/프로스펙스(1984–1985) &반도패션 / LG패션(1986–1996)
| 1984(1) · (제1) & (제2) | 1984(1) · (제1) & (제2) | 1985(1) · (제1) & (제2) | 1985(1) · (제1) & (제2) | 1986 · (제1) | 1986 · (제2) | 1987(2) · (제1) | 1987(2) · (제2) | 1988 · (제1) | 1988 · (제2) |

| 1989–1990 · (제1) | 1989 · (제2) | 1990 · (제2) | 1991–93 · (제1) | 1991 · (제2) | 1992 · (제2) | 1993 · (제2) | 1994 · (제1) | 1994 · (제2) | 1995–1996(3) · (제1) | 1995–1996(3) · (제2) |  |

#### 리복(1997)
| 1997(4) · (제1) | 1997(4) · (제2) |  |

#### 아디다스(1998–2011)
| 1998–1999.07(4) · (제1) | 1998–1999.07(4) · (제2) | 1999.07–2001 · (제1) | 1999.07–2001 · (제2) | 2002(5) · (제1) | 2003(5) · (제1) | 2002–2003 · (제2) | 2004 · (제1) | 2004 · (제2) |

| 2005–2006 · (제1) | 2005–2006 · (제2) | 2007–2008 · (제1) | 2007–2008 · (제2) | 2009(6) · (제1) | 2009(6) · (제2) | 2010–2011 · (제1) | 2010–2011 · (제2) |  |

#### 르꼬끄 스포르티브(2012–현재)
| 2012–2013 · (제1) · The Present · 0 | 2012–2013 · (제2) · The Present · 0 | 2014–2015(7) · (제1) · The S · 0 | 2014 · (제2) · The S · 0 | 2015–2016 · (제2) · The S White · 0 | 2016–2017 · (제1) · Double Pride · 0 | 2017–2018 · (제2) · (미작명) · 0 | 2018–2019 · (제1) · The Old New Thing | 2019 · (제2) · All the Way · |

| 2020–2021 · (제1) · Soul of Seoul · | 2020–2021 · (제2) · All the Way · |  |

### AFC 챔피언스리그 전용 유니폼
| 2016(8) · (제1) · Double Pride | 2017 · (제1) · Seoul in Seoul | 2017 · (제2) · Seoul in Seoul | 2020 · (제1) · Soul of Seoul |  |

### 제3유니폼
| 1984 | 1985 |  |

### 레트로 유니폼
| 1984–1985 · (제1) & (제2) | 1984–1985 · (제1) & (제2) | 1995–1996 · (제1) | 1995–1996(3) · (제2) |  |

| 1. 1984시즌과 1985시즌에서 홈팀으로 배정된 경기에서도 빨간색 유니폼과 노란색 유니폼을 교대로 착용하였으며, 빨간색과 노란색 유니폼 중 명확하게 어느 색상의 유니폼이 제1유니폼인지를 입증할 수 있는 근거자료는 현재까지 발견된 것이 없다. 참고로 홈팀으로 배정되어 1984년 3월 31일 당시 서울운동장에서 치러진 창단 후 첫 공식경기 K리그 할렐루야 축구단과의 경기에서도 빨간색 유니폼을 착용하였으며, 역시 홈팀으로 배정되어 K리그 첫 우승을 최종 확정한 1985년 9월 22일 상무 축구단과의 경기에서도 빨간색 유니폼을 착용하였다. 2. 광역지역연고제가 도입되어 처음으로 홈 앤드 어웨이 방식으로 시행된 1987시즌에는 프로야구처럼 프로축구 모든 팀들이 홈에서 하얀색 유니폼을 착용하였고 원정에서는 팀 고유의 색상이 들어간 유니폼을 착용하였다. 1988시즌에 다시 홈팀이 고유 색상의 유니폼, 원정팀들이 하얀색 유니폼 착용으로 재변경되었다. 3. 디자인은 동일하나 용품 스폰서 로고가 1995시즌 반도패션에서 CI 변경으로 1996시즌 LG패션으로 변경되었다. 4. 디자인은 동일하나 용품 스폰서가 1997시즌 리복에서 1998시즌 아디다스로 변경되었다. 5. 2002시즌과 2003시즌의 제1유니폼은 디자인은 동일하나 아디다스 로고와 어깨 부분의 3선 색상이 감색에서 하얀색으로 변경되었다. 6. 2009시즌 유니폼은 역대 유니폼 사상 최초로 'Soul'이란 별도의 유니폼 이름이 부여되었다. K리그와 아시아에 서울의 혼을 드높인다는 의미이다. 7. 2014시즌 제1유니폼에는 원래 하얀색 양말을 착용하였으나 3월 19일 산프레체 히로시마전을 마지막으로 다음 경기인 부산전부터 빨간색 양말로 변경되었다. 또한 2015시즌 제1유니폼은 2014시즌과 동일하나 백넘버와 선수 이름 프린팅 폰트가 변경되었다. 8. 2016시즌 구단 역사상 처음으로 AFC 챔피언스리그에서만 착용하는 별도의 유니폼이 출시되었다. |

## 레트로 유니폼
2016년 6월 24일 창단 유니폼이자 첫 번째 K리그 우승(V1) 유니폼인 '1984–1985 레트로 유니폼'이 발매되었다.
2021년 7월 20일 '1995–1996 레트로 유니폼'이 발매되었다.

## 프린팅
1984 시즌부터 1986시즌까지는 유니폼 후면에 선수 배번 프린팅만 부착하였다가 1987 시즌부터 선수 이름 프린팅도 동시에 부착하기 시작하였다. 
그러나 1994 시즌에 FC 서울뿐만 아니라 K리그 전 구단이 다시 선수 배번 프린팅만 부착하였다가 1995 시즌부터 일부 경기를 제외하고 선수 배번 프린팅과 선수 이름 프린팅을 동시에 부착하는 것으로 환원되어 2000 시즌까지 이어졌다.
하지만  2001 시즌에 다른 구단과 달리 자체적으로 선수 배번 프린팅만 부착하였고, 2002 시즌부터 2004 시즌 4월 경기까지는 선수 이름 프린팅을 하던 자리에 LG카드 등의 스폰서 프린팅을 부착하였다.
2004 시즌 5월 경기부터는 선수 배번 프린팅과 선수 이름 프린팅을 동시에 부착하는 것으로 정착이 되어 오늘에 이르고 있다.
한편 유니폼 전면의 선수 번호 프린팅은 1995 시즌부터 사용하기 시작하였다.